# Nursing transculturale
Il Nursing transculturale è una branca dell'assistenza infermieristica che ha avuto origine dagli studi pionieristici di Madeleine Leininger.

## Concetti fondamentali
- Assistenza culturalmente congruente: è l'assistenza che si adatta alle credenze culturali e ai modi di vita.[2]
- Assistenza infermieristica culturalmente congruente: è l'assistenza infermieristica i cui valori, le convinzioni e le espressioni culturali sono noti.
- Assistenza culturalmente competente: è l'assistenza caratterizzata da una marcata sensibilità alle differenze che i pazienti possono avere nel rispondere alle sfide della vita a causa del background culturale, l'orientamento sessuale, la situazione socioeconomica, l'etnia, etc...[3]
- Competenza culturale: complessa integrazione di conoscenze, attitudini e abilità che migliora la comunicazione interculturale con interventi appropriati ed efficaci.

L'assistenza infermieristica transculturale è un aspetto essenziale dell'assistenza sanitaria. La sempre crescente multiculturalità rappresenta una sfida significativa per gli infermieri che forniscono cure individualizzate e olistiche ai loro pazienti. Ciò richiede agli infermieri di riconoscere e apprezzare le differenze culturali nei valori, nelle credenze e nei costumi sanitari. Gli infermieri devono acquisire le conoscenze e le abilità necessarie nella competenza culturale. L'assistenza infermieristica culturalmente competente garantisce la soddisfazione del paziente e conduce a risultati positivi.

## Riviste d'infermieristica transculturale
- Journal of Transcultural Nursing
- Journal of Cultural Diversity
- Journal of Multicultural Nursing

## Transcultural Nursing Society (TCNS)
(Transcultural Nursing Society. Many cultures one world)